# José Pena de Moraes
José Pena de Moraes (Santa Maria, 5 de janeiro de 1871 — Porto Alegre, 27 de novembro de 1932) foi um jornalista e político brasileiro, notabilizado como intendente de Caxias do Sul. Atuou em um período ainda marcado pelo coronelismo e enfrentou vários períodos difíceis, tendo de conciliar segmentos sociais, econômicos e culturais em frequente conflito, mas fez uma administração progressista onde favoreceu a educação e os setores produtivos e promoveu a modernização da indústria do vinho, além de iniciar várias importantes obras de urbanismo e infraestrutura.

## Carreira
Nasceu em uma tradicional família de fazendeiros. Estudou no Colégio de Nossa Senhora da Conceição em São Leopoldo, e iniciou sua vida profissional como farmacêutico, graduado pela Escola de Farmácia de Ouro Preto. Voltando à sua cidade, filiou-se ao Partido Republicano Rio-Grandense e em 1895 fez um discurso por ocasião da morte de Floriano Peixoto. Era um positivista entusiasmado e alinhado à doutrina de Júlio de Castilhos. No fim do século XIX ocupou o posto de Inspetor da 4ª Região Escolar em Santa Maria, assinalando a precariedade da rede escolar e a falta de qualificação dos professores, empenhando-se pela melhoria das condições de ensino na região. Atuou também como jornalista, fundando e dirigindo o jornal A Tribuna e sendo presidente honorário da União Beneficente Tipográfica.
Em maio de 1900 casou-se com a santa-mariense Amazília Pinto, falecida em 1919, que lhe deu os filhos Carlos Dante, advogado, crítico literário e co-fundador da Fundação Eduardo Guimarães; Maria Luiza, casada com o médico Tito Osório Torres; Júlio Bolívar, comerciante em Porto Alegre, e Glória Josefina, casada com o comerciante Venâncio Lacerda. Através de sua irmã Adalgiza de Moraes, José Pena de Moraes foi tio de Moysés Vellinho.
Permaneceu na inspetoria escolar até 1906, e em 9 de fevereiro deste ano foi nomeado promotor público interino da Comarca de Santa Maria, quando já era major da Guarda Nacional. Foi nomeado promotor titular em 28 de janeiro de 1908. No mesmo ano concorreu à deputação estadual pelo PRR, sendo eleito com 1.418 votos, e em 5 de setembro foi-lhe concedida exoneração do cargo de promotor para assumir sua cadeira na Assembleia dos Representantes. Em 1909 ocorreu nova eleição para a Assembleia, sendo reconduzido à magistratura e ocupando a função de 2º secretário da Presidência da Casa.
Foi nomeado vice-intendente de Caxias do Sul em 1º de dezembro de 1911 pelo intendente Vicente Rovea, assumiu a titularidade interina antes de 20 de abril de 1912, tornando-se titular efetivo ao vencer as eleições de 12 de agosto de 1912. Em 1913 foi promovido para o posto de coronel da Guarda Nacional, sendo oficializado em abril de 1914. Em 21 de novembro de 1914 licenciou-se e passou o cargo para Hércules Galló, reassumindo em 17 de abril de 1915. Seria reeleito em 12 de agosto de 1916, e empossado em 12 de outubro. Em 30 de julho de 1918 licenciou-se de novo, transferindo por alguns meses o cargo para Adauto Joaquim da Cruz. Em 12 de agosto de 1920 foi reeleito, permanecendo no poder até 12 de outubro de 1924. Pena de Moraes encontrou uma cidade conturbada por uma longa história de conflitos entre maçons e católicos e entre colonos e autoridades, que não raro degeneravam em violência. Fez um governo voltado à conciliação e apaziguamento, buscando aproximar-se dos comerciantes, na época o mais influente setor da sociedade, objetivando obter seu apoio e financiamento para um programa desenvolvimentista.

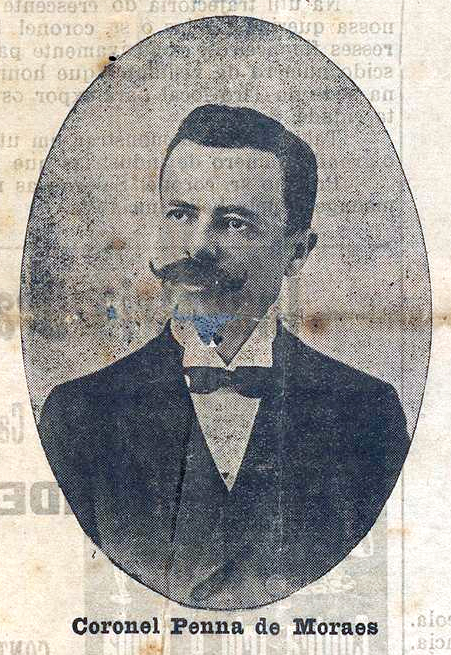
José Pena de Moraes em 1917.

Mal iniciou seu mandato a Associação dos Comerciantes buscou também uma aproximação e uma vinculação efetiva com seus propósitos, nomeando-o sócio honorário. No mesmo ano o intendente retornava o favor prometendo, em discurso na Assembleia, aprimorar o cooperativismo, sistema que havia se mostrado falho em vários aspectos e declinava, e ao mesmo tempo pleiteava recursos estaduais para o fomento econômico da cidade e um abrandamento dos altos impostos cobrados sobre o vinho, o principal produto de exportação da região. Detectava como seu principal desafio consolidar a industrialização, a qualificação e o comércio da produção, bem como dissolver a má impressão que os vinhos caxienses vinham fazendo nos mercados do centro do país após episódios de sabotagem e fraudes, em que várias partidas foram adulteradas, manchando seriamente a reputação dos produtores regionais. O intendente participaria pessoalmente do processo econômico local, adquirindo uma cantina e uma tanoaria a partir de 1920.
Porém, os esforços de cooperação mútua nem sempre foram bem sucedidos, ocorrendo vários períodos de crise, desconfiança e acirramento de conflitos latentes e historicamente mal resolvidos. Os comerciantes, usando de sua força, e com objetivos divergentes, às vezes tentaram contornar a figura do intendente apelando para instâncias superiores da administração pública, e o diálogo com a Igreja, outro elemento de forte ascendência sobre a população, igualmente não foi sempre amistoso. Além disso, não sendo natural de Caxias e tampouco de origem italiana, para muitos ele não poderia representar adequadamente os interesses da população maciçamente descendente de italianos, entrando em confronto com lideranças nativas.
Ocorre que, de acordo com Sérgio da Costa Franco, num tempo em que a prática política ainda era fortemente coronelista e centralizadora, a imposição pelo Governo do Estado de intendentes de fora nas antigas colônias em parte buscava exatamente controlar e abafar os anseios de autonomia e politização das populações, que cresciam e se desenvolviam rápido mas mal começavam a se integrar ao contexto brasileiro e lusófono, e o faziam com um misto de desejo e rechaço, ambicionando serem equiparadas em vista da facilitação do acesso ao poder, mas sendo orgulhosas de um passado europeu e de uma etnia autoproclamada como superior à luso-brasileira, que praticamente monopolizava a administração pública e a política. Naquele período uma boa parte da população da zona colonial sequer se considerava brasileira, tal a prevalência da cultura italiana. Segundo Márcio Biavaschi, "invariavelmente o apoio das lideranças coloniais somente se daria após uma compensação por parte do governo em forma de obras ou medidas administrativas que auxiliassem os negócios e o comércio da região". Disputas políticas em nível estadual entre correntes antagônicas também repercutiam na zona colonial, aumentando as instabilidades. Sua saída da Intendência ocorreria, ainda segundo Biavaschi, em uma fase de forte rejeição à sua administração, "principalmente após a derrota de Assis Brasil na eleição estadual de 1922, que fez eclodir a Guerra Civil de 1923", quando a oposição entre os partidários de Assis Brasil e de Borges de Medeiros, governador do estado, chegou a um clímax.
Em meio a esse cenário dinâmico, Pena de Moraes procurou diversificar a produção agrícola para evitar uma concentração excessiva no setor vitivinícola, ainda a base da economia local, mas ao mesmo tempo pensava que uma mudança de ênfase devia ser lenta e gradual. Assim, enquanto investia em outros setores negligenciados, promoveu a indústria e comércio do vinho, abrindo estradas para escoamento da produção, estimulando o cultivo de várias estirpes de videiras, e incentivando a profissionalização do produtor e a qualificação do produto, através de um controle técnico mais rigoroso e da implantação de um laboratório de análises e uma estação experimental. Também iniciou um processo de divisão de tarefas na cadeia produtiva, separando o cultivador da uva do produtor do vinho, alegando que o amadorismo e o acúmulo de processos sobre um mesmo produtor, comuns nas gerações anteriores, prejudicavam a qualidade do produto final.
Procurou melhorar o abastecimento de água de uma cidade que crescia rápido, criando a primeira represa e o primeiro sistema de distribuição pública de água. Promoveu a urbanização e embelezamento da Praça Dante Alighieri, a principal da cidade, nivelando o terreno, ajardinando o espaço e instalando quiosques e um coreto.
Também preocupou-se com a educação, considerando que o ensino era, de todos serviços públicos, o que exigia a maior atenção do governante, em vista do seu inerente caráter formador e como a sementeira do futuro. Neste sentido, estimulou a educação moral e cívica nas escolas públicas. Numa cidade onde o italiano ainda era largamente falado no cotidiano, subvencionou algumas escolas privadas desde que ministrassem o ensino em língua portuguesa. Criou e melhorou escolas, aumentou o salário dos professores, e fomentou o ensino profissionalizante, afirmando que "a prosperidade, se em sua máxima parte depende da elevação do nível intelectual de nossas populações infantis, não menos necessária lhe é a disciplina da atividade prática de nossos jovens compatrícios, mediante a difusão do ensino técnico e profissional".
Findo seu último mandato, em 1º de janeiro de 1925 foi nomeado lançador geral de impostos da Intendência de Porto Alegre. Em 1929 era 2º partidor e distribuidor do Foro de Porto Alegre. Faleceu em Porto Alegre em 27 de novembro de 1932. Em junho de 1935 foi homenageado batizando-se uma escola caxiense com seu nome. Mais tarde também batizou uma rua. É o patrono da cadeira nº 15 da Academia Caxiense de Letras.

## Legado

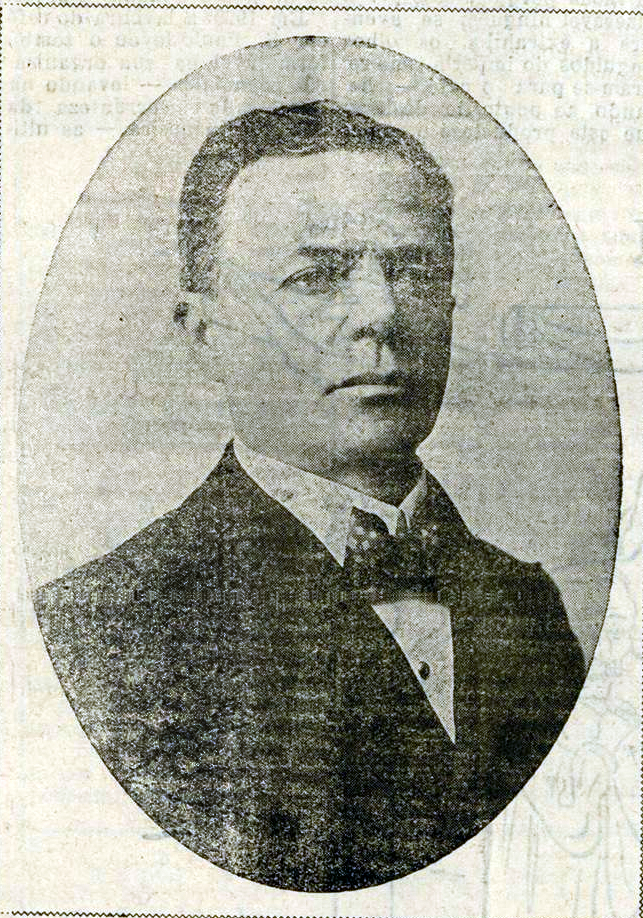
José Pena de Moraes em 1931, por ocasião de uma visita a Caxias, convidado por um grupo de admiradores e festejado com várias homenagens.

O cooperativismo havia sido incentivado pelo governo e implantado principalmente devido à atuação do italiano Stefano Paternó, convidado justamente para organizar o movimento, mas em relatório de avaliação enviado ao governador Borges de Medeiros em 1913, Pena de Moraes se mostrou reticente. Louvou o aumento da produção que ele havia propiciado, mas lamentou o concomitante declínio na qualidade do produto, acrescentando que a má administração, o crescimento do endividamento das cooperativas e a crise quase ininterrupta no sistema prejudicavam a economia do Município. De acordo com Sandra Pesavento e Sandro dos Santos, sua posição ambígua foi decisiva para encerrar o ciclo cooperativista em toda a região, onde até o início de 1912 existiam cerca de 20 mil produtores cooperativados. Em 1913, seguindo-se ao relatório, a União das Cooperativas foi dissolvida e o movimento se desarticulou em larga escala. Nas palavras de Pesavento, "o processo demonstrou a vitória dos interesses do grupo hegemônico e dos aliados (os detentores do capital da área colonial)". Na análise de J. Montsserrat, "todo um organismo, constituído à base de recursos amealhados entre modestos agricultores e no crédito de sua capacidade de trabalho caiu por terra, numa celeridade desconcertante, levando, em sua derrocada, o interesse, a confiança e supremo bem dos homens que colonizaram essas terras — a ideia, profunda cristã e amiga, de que o homem não era o lobo de outro homem".
Os produtores locais iriam se rearticular aproveitando o irromper da I Guerra Mundial, que fechou a importação de vinhos europeus, mas todo o sistema tradicional havia se modificado, inaugurando uma nova estrutura de relações produtivas e uma visão diferenciada do mercado, usando técnicas e equipamentos mais modernos, e acentuando o grau de tecnificação da produção. O vácuo deixado pelas cooperativas foi preenchido em Caxias pelo Sindicato Vinícola e seu braço comercial/industrial, a Sociedade Vinícola Rio-Grandense, que tanto revolucionaram quanto monopolizaram o setor.
Para a historiadora Maria Abel Machado, a despeito dos problemas enfrentados, seu governo "caracterizou-se como o primeiro momento de entrosamento do poder público municipal com as classes produtoras, porque a preocupação do intendente esteve sempre centrada no desenvolvimento da economia local, através do apoio às atividades produtivas e ao estímulo à diversificação de culturas". Para o intendente, "a vida administrativa propriamente, torna-se, por tal forma, inseparável da existência econômica; quem cogitar de um aspecto desprezando o outro, importa no desempenho incompleto do cargo administrativo local. É mister, portanto, amparar e desenvolver as fontes existentes de produção, incrementar as que nascem, estimulando, simultaneamente, a formação de novas indústrias ou culturas que forem também contribuir para o aumento da riqueza pública". Neste sentido foi crucial seu apoio à qualificação e modernização na indústria do vinho, "onde uma parcela significativa da elite regional estava procurando resguardar a sua estabilidade, já que vinha contribuindo significativamente na pauta das exportações do Estado".